# Cryptanura rugosa
Cryptanura rugosa là một loài tò vò trong họ Ichneumonidae.